# لیتون (آیووا)
لیتون (به انگلیسی: Lytton) یک منطقهٔ مسکونی در ایالات متحده آمریکا است که در آیووا واقع شده‌است. لیتون ۰٫۵۲ کیلومتر مربع مساحت و ۳۱۵ نفر جمعیت دارد و ۳۷۴ متر بالاتر از سطح دریا قرار دارد.